# Fisher-Separationstheorem
Das Fisher-Separationstheorem besagt in der Betriebswirtschaftslehre und Mikroökonomie, dass unter der Voraussetzung eines vollkommenen Kapitalmarkts und eines vollständigen Kapitalmarkts Entscheidungen in einem Unternehmen ausschließlich durch objektive Marktentwicklungen getroffen werden und ohne Berücksichtigung der subjektiven Präferenzen anderer Marktteilnehmer zustande kommen.

## Allgemeines
Es ist benannt nach Irving Fisher, der den Zusammenhang 1930 erstmals beschrieb. Danach verfolgen alle Eigenkapitalgeber (beispielsweise Aktionäre) letztlich die gleichen Ziele.
Die Theorie geht unter anderem von einem vollkommenen Kapitalmarkt aus. Ihm liegen folgende Prämissen zugrunde:
- Finanzierungsmittel stehen jedem Marktteilnehmer unbegrenzt als Kapitalnachfrage oder Kapitalangebot zur Verfügung;
- es besteht ein einheitlicher Kapitalmarktzins, es gibt keine Transaktionskosten und keine Steuern;
- es herrscht vollkommene Markttransparenz: Marktdaten stehen allen Marktteilnehmern gleichzeitig und vollständig zur Verfügung;
- es besteht vollkommener Wettbewerb;
- alle Marktteilnehmer besitzen ein rationales Marktverhalten.

Auf einem solchen Markt sind Investitions-, Finanzierungs- und Konsumentscheidungen separierbar (trennbar), weil optimale Entscheidungen von bestimmten Charakteristika der Entscheidung oder bestehenden Umweltzuständen unabhängig sind. So ermöglicht der Kapitalwert eine präferenzunabhängige Beurteilung der Vorteilhaftigkeit dieser Entscheidungen. Die subjektiven Präferenzen liegen den Kaufentscheidungen anderer Marktteilnehmer zugrunde.

## Marktstruktur
Zunächst ist zwischen den Kapitalmarktbedingungen eines vollkommenen und eines unvollkommenen Kapitalmarkts zu unterscheiden. Hier lässt sich die Fisher-Separation wie folgt einordnen:
```
                        ┌─────────────────────────────────────────────┐
   
vollkommener Kapitalmarkt
                         
unvollkommener Kapitalmarkt
  
           ┌────────────┴────────────┐                                                                        
     
Sicherheit
              
Unsicherheit
             
        ┌──┴──┐             ┌────────┴────────┐     
   Fisher-Separation  vollständiger   unvollständiger
                       Kapitalmarkt    Kapitalmarkt
             <━━━━━━━>               ┌────────┴────────┐     
                       <━━━━━   Competitivity-  Spanning-        ━━━━━>                     
                       erfüllt  Bedingung       Bedingung     nicht erfüllt 
```

Competitivity- und Spanning-Bedingung sind Teil eines unvollständigen Kapitalmarkts, der seinerseits einen Teilmarkt des vollkommenen Kapitalmarkt darstellt. Bei der Fisher-Separation werden Entscheidungen unter Sicherheit getroffen.

## Modell
Das Modell Fishers gilt in strenger Form bei Annahme vollkommener und vollständiger Kapitalmärkte. Unter diesen Voraussetzungen werden beispielsweise Investitionsentscheidungen allein durch den Kapitalwert bestimmt und Sparentscheidungen allein durch die subjektiven Präferenzen der Sparer. Die Kapitalmärkte führen diese Entscheidungen über den Zinsmechanismus zusammen.
Auf einem vollkommenen Kapitalmarkt können Entscheidungen unter Sicherheit, die den Aktienkurs des Unternehmens maximieren, gleichzeitig sowohl das Vermögen als auch den Nutzen des Aktionärs maximieren. Die Trennung von Entscheidungen im Unternehmen von den Präferenzen der Aktionäre wird Fisher-Separation genannt. Da auf einem vollkommenen Kapitalmarkt ein einheitlicher Kapitalmarktzins herrscht, wird das optimale Investitionsprogramm eindeutig für alle Marktteilnehmer auf denselben Zeitpunkt festgelegt. Dieser ermöglicht Entscheidungen unter Sicherheit.

## Wirtschaftliche Aspekte
Die Fisher-Separation hat zur Folge, dass der Marktteilnehmer sichere Erwartungen über die Entwicklung der Marktdaten hat und das Ziel der Marktwertmaximierung (Shareholder Value) verfolgen kann. Werden die Competitivity- und Spanning-Bedingung erfüllt, kann ebenfalls Marktwertmaximierung betrieben werden.
Bei unsicheren Entscheidungen muss der Kapitalmarkt friktionsfrei und vollständiger Kapitalmarkt sein und vollkommener Wettbewerb vorliegen. Die Zusammensetzung des optimalen Portfolios auf einem vollkommenen Kapitalmarkt unter Unsicherheit wird durch die Tobin-Separation beschrieben. Risikobehaftete Entscheidungen werden hier unabhängig von der Risikoeinstellung des Entscheidungsträgers getroffen.